# تروند بيرغ
تروند بيرغ (بالنرويجية البوكمول: Trond Bergh)‏ هو مؤرخ نرويجي، ولد في 16 سبتمبر 1946 في Tvedestrand ‏ في النرويج.